# Lucille Dixon
Lucille Dixon Robertson (New York, 27 februari 1923 - aldaar, 23 september 2004) was een Amerikaanse contrabassiste in de jazz en klassieke muziek.
Dixon begon op de piano, maar stapte uiteindelijk over op de contrabas. Ze had les van Frederick Zimmerman, eerste bassist van het New Yorker Philharmonic en speelde in een paar grotere orkesten, waaronder het All City High School Orchestra. Ze studeerde aan Brooklyn College en Iona College met het oog op een carrière in de klassieke muziek, een keuze die gezien haar huidskleur en geslacht weinig vooruitzichten bood. Tijdens haar studie speelde ze drie maanden in het vrouwenorkest de International Sweethearts of Rhythm en in 1943 werd ze lid van de band van pianist Earl Hines. Bij Hines bleef ze tot 1945, waarna ze haar aandacht richtte op het stichten van een gezin, met trombonist Gus Chappell. In 1946 begon ze de succesvolle groep Starliners, waarmee ze twaalf jaar in Club Savannah stond. Ook hierna had ze nog groepen. Musici die bij haar werkten waren onder andere Fats Navarro, Sonny Payne, Taft Jordan en Buddy Tate. Ze was de oprichter en manager van het klassieke orkest Symphony of the New World, speelde in de orkesten van tientallen Broadway-shows en was (in 1981) lid van een vrouwenkwintet dat in Carnegie Hall speelde. Na het overlijden van haar tweede man speelde ze, in de tweede helft van de jaren negentig, in een trio van pianist Carli Muñoz.
Dixon is te horen op platen van onder andere Ella Fitzgerald en Tiny Grimes.
- Library of Congress Control Number: no2007081119
- MusicBrainz: f08de37b-c27d-481a-806b-fe76989f7bc6
- Virtual International Authority File: 66252548
- WorldCat: E39PBJmy34gXXvt7xK9Krfr6rq